# Balthasar Sachtleben
Balthasar Sachtleben (* 1543) war von 1591 (andere Quellen belegen das Jahr 1590) bis 1616 Bürgermeister von Stettin.
Sachtleben war Ratsherr seit 1578. In erster Ehe war er mit Werdermann und in zweiter Ehe mit Anna Wüsthof verheiratet. Sein Vater war der Bürgermeister Matthias Sachtleben und seine Mutter war Anna Schulze.